# Мафетенг (район)
Мафетенг (сесото Mafeteng) — один из районов Лесото. Площадь равняется 2 119 км², население составляет 192 621 чел. (2006), плотность — 90,90 чел./км². Административным центром и единственным городом является Мафетенг.

## География
Район граничит на западе с провинцией Фри-Стейт (ЮАР), на северо-востоке с районом Масеру, на юго-востоке с районом Мохалес-Хук.

## Административное деление
Район делится на 9 округов (вардов) и 12 местных советов.
Округа:
- Коло
- Ликхвеле
- Мафетенг
- Малипецане
- Мателиле
- Цгалабане
- Табана-Морена
- Таба-Печела
- Таба-Цвеу

Местные советы:
- Коти-се-Пола
- Макаота
- Макхолане
- Малакенг
- Малуменг
- Маманцо
- Моньяке
- Матула
- Меци-Махоло
- Цгибинг
- Рамвецане
- Таджане